# Sam Schellink

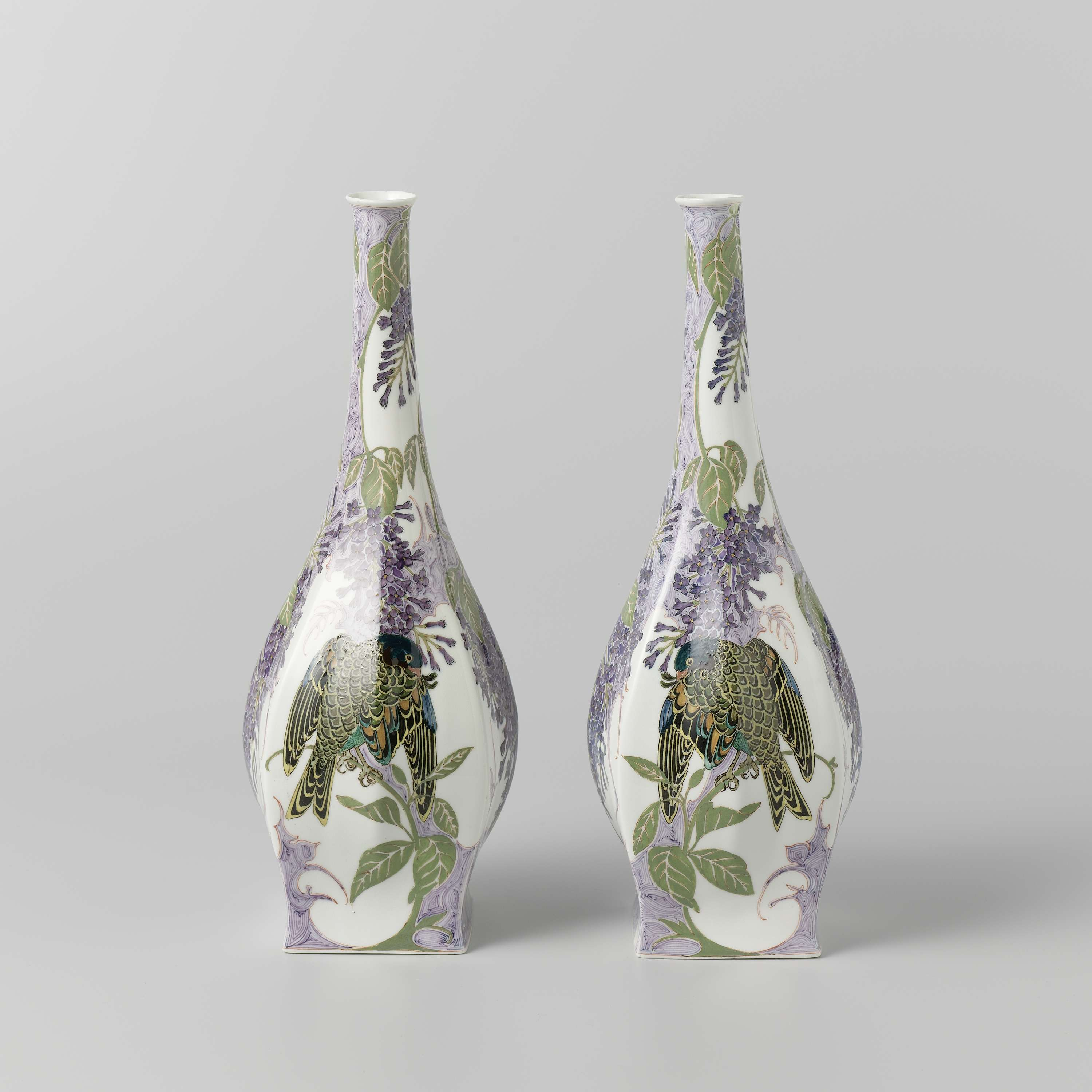
Porseleinen vaas naar ontwerp van Jurriaan Kok, in 1914 gedecoreerd door Sam Schellink met seringen en vogel bij de N.V. Haagsche Plateelfabriek Rozenburg te Den Haag, in bezit van het Rijksmuseum Amsterdam

Samuel (Sam) Schellink (Utrecht, 1 augustus 1876 – Den Haag, 20 december 1958) was een Nederlands plateelschilder. Zijn werkzame periode was van 1891 tot 1958.

## Loopbaan
Hij was zoon van broodverkoper Josephus Johannes Bernardus Schellink en Hillegonda Alter. Broer Stephanus Schellink was musicus. Sam Schellink was autodidact en begon zijn loopbaan in Utrecht, waar hij tot 1892 werkte. Hij vertrok naar Den Haag en trad in dat zelfde jaar als leerling-schilder in dienst bij de N.V. Haagsche Plateelbakkerij Rozenburg. Later werd hij bekend als plateelschilder van het eierschaalporselein van dit bedrijf. Om nieuwe ontwerpen te kunnen maken, maakte hij veel houtskool- en potloodtekeningen, gouaches, pastellen en aquarellen. Onderwerpen van zijn werk waren bloemstillevens, landschappen (als genre), stillevens, vogelvoorstellingen. Hij bleef in dienst van het bedrijf tot 1914, toen het failliet ging. Hierna ging hij schilderijen maken en de kunsthandel in. In 1918 trad hij in dienst bij Tegel- en Fayence-fabriek Amphora in Oegstgeest, waar hij als plateelschilder werkzaam was. Zijn laatste werkgever was Plateelbakkerij Goedewaagen in Gouda. Hier was hij eveneens plateelschilder.

## Gezinsleven
In 1901 huwde hij in Den Haag met Johanna Sophia Bruens. Uit dit huwelijk werd een dochter geboren. Na het overlijden van zijn eerste vrouw in 1927, hertrouwde hij met zijn huishoudster, Wilhelmina Gerardina Johanna Smits.

## Werk in musea
- Rijksmuseum Amsterdam
- Haags Gemeentemuseum
- Museum Kan/Schellink in Schoonhoven